# Muž z Ria
Muž z Ria (v originále L' Homme de Rio) je francouzsko-italský film režiséra Philippa de Brocy z roku 1964.
Jde o dobrodružnou komedii o vojákovi na dovolené v Paříži (v podání Jeana-Paula Belmonda), který se ocitne v Brazílii, aby zachránil svou snoubenku (v podání Françoise Dorléacové), která byla v Paříži přímo před jeho očima unesena kvůli tajemnému příběhu o předkolumbovských soškách dávno zaniklé amazonské civilizace Maltéků.

## Děj
Děj snímku se točí okolo únosu mladé dívky (Françoise Dorléac), dcery významného archeologa, která zná místo uložené jedné ze 3 sošek, nutných k nalezení bájného pokladu dávno zaniklé amazonské civilizace Maltéků. Dívka je unesena z Paříže do brazilského Ria de Janeira, odtud pak do hlavního města Brazílie (v době natáčení zbrusu nově vystavěného) Brasília, dále pak do nitra amazonských pralesů. Dívku se snaží ze zajetí vysvobodit její horkokrevný snoubenec, voják francouzské armády na dovolené, Adrien Dufourquet (Jean-Paul Belmondo).

## Obsazení
| Jean-Paul Belmondo  | vojín Adrien Dufourquet                 |
| Françoise Dorléac   | Agnes Villermosová, Adrienova snoubenka |
| Jean Servais        | profesor Norbert Catalan                |
| Milton Ribeiro      | Tupac                                   |
| Adolfo Celi         | seňor Mario de Castro                   |
| Simone Renant       | zpěvačka Lola                           |
| Ubiracy De Oliveira | sir Winston, domorodý čistič bot        |
| Roger Dumas         | Dufourquetův kamarád Lebel              |
| Daniel Ceccaldi     | policejní inspektor                     |

## Tvůrci a štáb
- Režie: Philippe de Broca
- Scénář: Daniel Boulanger, Philippe de Broca, Ariane Mnouchkinová a Jean-Paul Rappeneau
- Dialogy: Daniel Boulanger
- Kamera: Edmond Séchan
- Hudba: Georges Delerue
- Zvuk: Jacques Maumont
- Střih: Françoise Javetová
- Architekt: Mauro Monteiro Filho

## Produkční a technické údaje
- Země výroby:  Francie,  Itálie
- Původní název ve francouzštině: L'Homme de Rio
- Italský název: L'uomo di Rio
- Premiéra: 
  - 28. únor 1964 (Francie)
  - 16. srpen 1964 (Itálie)
- Česká premiéra: 29. červenec 1966
- Výrobní společnost: Les Artistes Associés, Les Films Ariane ( Francie); Vides Cinematografica, Dear Film Produzione ( Itálie)
- Formát: barevný (Eastmancolor) – 35 mm – 1,66:1 – mono (Westrex)
- Žánr: akční, dobrodružný, komedie
- Jazyk originálu: francouzština
- Délka trvání: cca 112 minut

## Ocenění
Vítěz
- Zlatý glóbus 1964 – Zlatý glóbus v kategorii Nejlepší cizojazyčný zahraniční film
- New York Film Critics Circle Awards 1964 – Nejlepší cizojazyčný film

Nominace
- MFF Karlovy Vary 1964 – Nominace na Křišťálový glóbus v kategorii Nejlepší film
- Oscar 1964 – Nominace na Oscara v kategorii Nejlepší původní scénář

## Zajímavosti
- Postava Maria de Castra byla inspirována architektem Oscarem Niemeyerem (1907–2012).
- Muž z Ria byl oblíbeným filmem matky Jeana-Paula Belmonda.[1]
- Časopis Time Out zařadil film na 99. místo svého seznamu 100 nejlepších francouzských filmů.
- Časopis Der Spiegel v roce 1994 označil scénu, v níž si Adrien přeje pro Agnès „růžové auto se zelenými hvězdami“ a ona ho díky rychlému střihu okamžitě dostane, za jeden ze sta výjimečných momentů v dějinách filmu.

## V českém znění
Prvotní uvedení snímku do českých kin bylo v originálním znění s titulky, které měl na svědomí Bohumil Štěpánek. Nadabován byl film až při svém prvním uvedení v Československé televizi v roce 1972 (Dabingové studio ČST Praha). V roce 1999 vznikl druhý dabing pro TV Nova (Česká produkční 2000, a.s. pro CET 21, s.r.o.).
| Postava                                 | Herecký představitel | Dabing (1972)          | Dabing (1999)      |
| --------------------------------------- | -------------------- | ---------------------- | ------------------ |
| vojín Adrien Dufourquet                 | Jean-Paul Belmondo   | Ladislav Mrkvička      | Jiří Krampol       |
| Agnes Villermosová, Adrienova snoubenka | Françoise Dorléac    | Jaroslava Obermaierová | Miroslava Součková |
| profesor Norbert Catalan                | Jean Servais         | Jaromír Spal           | Petr Pospíchal     |
| Tupac                                   | Milton Ribeiro       | Vladimír Pospíšil      |                    |
| seňor Mario de Castro                   | Adolfo Celi          | Milan Mach             | Jan Schánilec      |
| zpěvačka Lola                           | Simone Renant        | Jiřina Švorcová        |                    |
| sir Winston, domorodý čistič bot        | Ubiracy De Oliveira  | Robert Spousta         | Radek Škvor        |
| Dufourquetův kamarád Lebel              | Roger Dumas          | Jiří Zahajský          | Václav Knop        |
| policejní inspektor                     | Daniel Ceccaldi      | Otakar Brousek         | Vladimír Čech      |
| Režie českého znění                     | Režie českého znění  | Blanka Nováková        | Antonín Navrátil   |